# Tsugi no ashiato
Tsugi no ashiato (jap. 次の足跡) – trzeci oryginalny album japońskiego zespołu AKB48, wydany w Japonii 22 stycznia 2014 roku przez You! Be Cool.
Album został wydany w trzech edycjach: regularnej (Type A i Type B) oraz limitowanej Type A i „teatralnej”. Album osiągnął 1 pozycję w rankingu Oricon i pozostał na liście przez 31 tygodni, sprzedał się w nakładzie 1 041 951 egzemplarzy. Zdobył status płyty Milion.

## Lista utworów
Wszystkie utwory zostały napisane przez Yasushiego Akimoto.
| CD1 (Type A, Type B, „teatralna”) | |                        |                                   |      |
| Nr                                | Tytuł | Kompozycja             | Aranżacja                         | Czas |
| 1.                                | „Koisuru Fortune Cookie” (jap. 恋するフォーチュンクッキー) | Shintarō Itō           | Seiji Mutō                        | 4:46 |
| 2.                                | „LOVE shugyō” (jap. LOVE修行) (wyk. Kenkyūsei) | Ryōsuke Ishii          | Yūichi "Masa" Nonaka              | 4:43 |
| 3.                                | „Sayonara Crawl” (jap. さよならクロール) | Kazunori Watanabe      | Seiji Mutō                        | 4:56 |
| 4.                                | „Tsuyoi hana” (jap. 強い花) (wyk. Kenkyūsei) | Shūnsuke Tanaka        | Yūichi "Masa" Nonaka              | 3:48 |
| 5.                                | „Ano hi no fūrin” (jap. あの日の風鈴) (wyk. Waiting Girls) | Katsuhiko Sugiyama     | Katsuhiko Sugiyama, Tatsurō Ariki | 4:25 |
| 6.                                | „Eien Pressure” (jap. 永遠プレッシャー) | Manabu Marutani        | Makoto Wakatabe                   | 4:53 |
| 7.                                | „Aozora Café” (jap. 青空カフェ) | Takanori Fujimoto      | Yūgo Sasakura                     | 4:11 |
| 8.                                | „UZA” | Yoshimasa Inoue        | Yoshimasa Inoue                   | 4:40 |
| 9.                                | „Kimi no tame ni boku wa...” (jap. 君のために僕は…) | Ritsuko Miyajima       | Yūichi "Masa" Nonaka              | 5:08 |
| 10.                               | „Watashitachi no Reason” (jap. 私たちのReason) | Shunryū                | Yūichi "Masa" Nonaka              | 4:35 |
| 11.                               | „So long!” | Shingo Kujime          | Yūichi "Masa" Nonaka              | 6:04 |
| 12.                               | „Gingham Check” (jap. ギンガムチェック) | Yūsuke Itagaki         | Yūsuke Itagaki                    | 5:27 |
| 13.                               | „Manatsu no Sounds good!” (jap. 真夏のSounds good!) | Yoshimasa Inoue        | Yoshimasa Inoue                   | 4:35 |
| 14.                               | „Otona e no michi” (jap. 大人への道) (wyk. Kenkyūsei) | Shunryū                | Hiroshi Sasaki                    | 5:17 |
| 15.                               | „Chireba ii no ni...” (jap. 散ればいいのに…) (tylko wer. „teatralna”) | UZA                    | Yūichi "Masa" Nonaka              |      |
| CD2 (Type A)                      | |                        |                                   |      |
| Nr                                | Tytuł | Kompozycja             | Aranżacja                         | Czas |
| 1.                                | „After rain” | Sungho                 | Yūichi "Masa" Nonaka              | 3:29 |
| 2.                                | „Gugutasu no sora” (jap. ぐぐたすの空) | Kōshun Maemura         | Yūichi "Masa" Nonaka              | 4:13 |
| 3.                                | „Boy Hunt no hōhō oshiemasu” (jap. ボーイハントの方法 教えます) (wyk. Yuria Kizaki, Rino Sashihara, Haruka Shimazaki, Fūko Yagura)                                                | Masazumi Ozawa         | Ikuta Machine                     | 4:08 |
| 4.                                | „JJ ni karitamono” (jap. JJに借りたもの) (wyk. Ayaka Umeda, Rie Kitahara, Asuka Kuramochi, Minami Takahashi, Akane Takayanagi, Nana Yamada)                                       | Yoshifumi Ushima       | Seiji Mutō                        | 4:21 |
| 5.                                | „Shower no ato dakara” (jap. シャワーの後だから) (wyk. Yuki Kashiwagi, Haruna Kojima, Rena Matsui)                                                                                | Shūji Watanabe, Shakey | Shakey                            | 4:05 |
| 6.                                | „10 krone to pan” (jap. 10クローネとパン) (wyk. Haruka Kodama, Reina Fujie, Nao Furuhata, Sayaka Yamamoto, Yui Yokoyama)                                                          | Rikiya Adachi          | Hiroshi Sasaki                    | 5:20 |
| 7.                                | „Kakushin ga moterumono” (jap. 確信がもてるもの) (wyk. Team A) | Zenta Tsuchihashi      | Yūsuke Itagaki                    | 3:57 |
| 8.                                | „Team zaka” (jap. チーム坂) (wyk. Team 4) | Shunryū                | Ikuta Machine                     | 4:13 |
| 9.                                | „Tsuyosa to yowasa no aida de” (jap. 強さと弱さの間で) | Yoshimasa Inoue        | Yoshimasa Inoue                   | 5:42 |
| 10.                               | „Boku wa ganbaru” (jap. 僕は頑張る) (wyk. Anna Iriyama, Rina Kawaei, Minami Takahashi, Yui Yokoyama, Mayu Watanabe, Yūko Ōshima, Yuki Kashiwagi, Haruna Kojima, Haruka Shimazaki) | Masatoshi Moriwaki     | Masatoshi Moriwaki                | 4:32 |
| 11.                               | „Eien yori tsuzuku yō ni” (jap. 永遠より続くように) (kor. OKL48) | Hisaya Okada           | Yūichi "Masa" Nonaka              | 3:57 |
| CD2 (Type B)                      | |                        |                                   |      |
| Nr                                | Tytuł | Kompozycja             | Aranżacja                         | Czas |
| 1.                                | „Smile kamikakushi” (jap. スマイル神隠し) | Ryūsuke Shigenaga      | Makoto Wakatabe                   | 3:54 |
| 2.                                | „Taningyōgi na Sunset beach” (jap. 他人行儀なSunset beach) (wyk. Aika Ōta, Akari Suda, Suzuran Yamauchi, Miyuki Watanabe)                                                         | Kōji Gotō              | Kōji Gotō                         | 4:39 |
| 3.                                | „Hasute to wasute” (jap. ハステとワステ) (wyk. BKA48) | Takanori Fukuta        | Nao Harada                        | 4:05 |
| 4.                                | „Watashi Leaf” (jap. わたしリーフ) (wyk. Anna Iriyama, Rena Katō, Rina Kawaei, Jurina Matsui)                                                                                     | Kōichi Shibata         | Keigo Yō                          | 3:40 |
| 5.                                | „Stoic na bigaku” (jap. Stoicな美学) (wyk. Miori Ichikawa, Mina Ōba, Kanon Kimoto, Sakura Miyawaki, Nako Yabuki, Shū Yabushita, Mayu Watanabe)                                    | Takanori Fukuta        | Hiroshi Sasaki                    | 5:03 |
| 6.                                | „Ponkotsu Blues” (jap. ぽんこつブルース) | Takanori Fukuta        | Takanori Fukuta, Akiyuki Tateyama | 4:40 |
| 7.                                | „Ichi ni no san” (jap. イチニノサン) (wyk. Yūko Ōshima, Aki Takajo, Mariya Nagao, Airi Furukawa, Minami Minegishi)                                                                | Dai Murai              | Dai Murai                         | 4:15 |
| 8.                                | „Kyōhansha” (jap. 共犯者) (wyk. Team K) | Sayuri Yoshitomi       | Yūichi "Masa" Nonaka              | 4:25 |
| 9.                                | „Dōki” (jap. 動機) (wyk. Haruka Shimazaki) | Takanori Fukuta        | Ikuta Machine                     | 4:26 |
| 10.                               | „Kanashiki kinkyori renai” (jap. 悲しき近距離恋愛) (wyk. Team B) | Linia                  | Takeshi Masuda                    | 5:01 |
| 11.                               | „Yume no kawa” (jap. 夢の河) | Katsuhiko Sugiyama     | Katsuhiko Sugiyama, Tatsurō Ariki | 4:33 |

## Notowania
| Lista                     | Pozycja |
| ------------------------- | ------- |
| Oricon Weekly Album Chart | 1       |
| Oricon Yearly Album Chart | 1       |